# Педагошки факултет Универзитета у Крагујевцу
Педагошки факултет у Ужицу део је Универзитета у Крагујевцу. Педагошки факултет испуњава све стандарде прописане Правилником о стандардима и поступку за акредитацију високошколских установа и студијских програма у оквиру поља друштвено-хуманистичких наука, област педагошке и андрагошке науке, и то за све студијске програме за које Факултет организује наставу.

## Историјат
У току Првог светског рата покренута је иницијатива за оснивање учитељске школе у Ужицу. Прво педагошко одељење, званично отворено 1919. године, радило је у саставу ужичке Гимназије и из њега је три године касније изашла прва генерација од 35 учитеља.
Одлуком Министарства просвете, у Ужицу је 1925. године основана Државна мешовита учитељска школа, прва школа за образовање учитеља у западној Србији. За педесет три године постојања диплому ове школе понело је преко 3000 учитеља. За то време школа је неколико пута мењала зграду у којој је радила. Тај проблем коначно је решен 1965. године, када је школа најзад добила нову школску зграду у којој се данас налази Учитељски факултет.
Успешан полувековни рад Учитељске школе у Ужицу пресудно је утицао на одлуку да се 1972. године оснује Педагошка академија за образовање наставника разредне наставе. Четири године касније (1976) отворен је и одсек за васпитаче предшколских установа.
Оснивање Учитељског факултета у Ужицу темељи се на вишедеценијској мисији Учитељске школе и две деценије трајања и рада Педагошке академије. Усвајањем Закона о оснивању учитељских факултета и промени делатности педагошких академија и виших школа, Педагошка академија прерасла је 1993. године у Учитељски факултет, када је започело образовање прве генерације студената на студијском смеру професор разредне наставе.
Факултет се убрзано и плански развијао, уз велики ентузијазам запослених и подршку друштвене заједнице. Кадровски се попуњавао најпре довођењем већ афирмисаних стручњака с других високошколских установа, а онда и младим и талентованим људима који су на Факултету започели да граде универзитетску каријеру. Такође, значајна пажња посвећена је модернизацији опреме неопходне за успешно функционисање и реализацију наставе. Обогаћиван је библиотечки фонд, а 1998. године покренут је часопис Зборник радова.
Прилагођавајући свој рад савременим кретањима у високом образовању, Учитељски факултет је увео и акредитовао нове студијске програме основних академских и мастер академских студија. Студијски смер за васпитаче уведен је 2005. године. Настава на мастер студијама на оба студијска смера (Учитељ и Вапитач) реализује се на Факултету од школске 2007/2008. године.
Учитељски факултет је 2007. године акредитован као државни факултет за обављање научноистраживачке делатности. Три године касније (2010) акредитоване су и докторске студије из области Методика наставе.
Подстичући развој научноистраживачког рада, Учитељски факултет се укључио у међууниверзитетску и међународну сарадњу. Факултет активно сарађује са учитељским факултетима у Србији, али и са сродним факултетима из Словачке (Нитра), Словеније (Копар), Северне Македоније (Скопље, Битољ), Босне и Херцеговине, Пољске, Чешке, Бугарске и сл.
Учитељски факултет у Ужицу учествује у реализацији научних пројеката, организује научне скупове, има развијену издавачку делатност и квалитетан наставни кадар који може да одговори захтевима савремене универзитетске наставе.

## Студирање
Учитељски факултет у Ужицу реализује студије на два нивоа основне академске и дипломске мастер студије. На оба степена постоје усмерења за учитеља и васпитача. После завршених основних стиче се звање учитељ, односно васпитач, а после завшених дипломских дипломирани учитељ мастер, односно дипломирани васпитач мастер.
Факултет организује наставу на свим нивоима студија, и то:
- Основне академске студије
  - учитељ
  - васпитач
- Мастер академске студије
  - учитељ
  - васпитач
- Докторске студије
  - методика разредне наставе

Факултет организује и Програм педагошко-психолошко-методичког образовања наставника. Програм је намењен лицима која на студијама нису имала одговарајућу групу предмета, а својим иницијалним образовање испуњавању услове у погледу степена и врсте образовања за обављање послова наставника у основним и средњим школама.

## Катедре
Факултет чини пет катедри и то:
- Катедра за педагошке и психолошке науке
- Катедра за природно-математичке науке
- Катедра за језике и књижевности
- Катедра за методике
- Катедра за академске општеобразовне предмете[3]

## Студентски парламент
Студентски парламент Педагошког факултета у Ужицу постоји од оснивања Факултета од 1993. године. Надлежност и оснивање Студентског парламента регулисани су чланом 56. Закона о високом образовању и чл. 91. Статута Педагошког факултета у Ужицу. Право да бирају и да буду бирани за члана Студентског парламента имају сви студенти Учитељског факултета у Ужицу.

## Реализовани пројекти и скупови
Министарство просвете, науке и технолошког развоја Републике Србије финансирало је следеће пројекте Учитељског факултета у Ужицу:
1. Чиниоци и индикатори ефикасности и методе унапређивања основног васпитања и образовања, чији је носилац Заједница учитељских факултета Републике Србије, а у оквиру њега потпројекат Вредности савременог уџбеника, број. Носилац потпројекта је Учитељски факултет у Ужицу Универзитета у Крагујевцу, а трајао је од 1996. до 2000. године. Руководилац пројекта је био проф. др Новак Лакета, а истраживачи су били проф. др Миленко Кундачина, проф. др Миомир Милинковић, проф. др Драгољуб Зорић, проф. др Видан Николић, мр Војко Радомировић, мр Радмила Николић, мр Снежана Маринковић, мр Крстивоје Шпијуновић, мр Ратомир Цвијетић.
2. Пројекат Образовање и усавршавање наставника у складу са европском оријентацијом је трајао од 2006. до 2010. године. Руководилац пројекта је био проф. др Крстивоје Шпијуновић, а истраживачис у били: проф. др Новак Лакета, проф. др Радмила Николић, проф. др Миомир Милинковић, проф. др Видан Николић, проф. др Миленко Кундачина, проф. др Војко Радомировић, проф. др Снежана Маринковић, проф. др Крстивоје Шпијуновић, проф. др Миленко Пикула, доц. др Данијела Василијевић.[1]
3. Међународни научни скуп под називом „Настава и учење — уџбеник у функцији наставе и учења” одржан је 4. новембра 2016. године на Факултету (у оквиру Пројекта „Настава и учење — проблеми, циљеви, перспективе”). Поводом научног скупа објављена је монографија „Настава и учење — уџбеник у функцији наставе и учења” која садржи 46 радова.[1]